# Sermone del Fuoco
Il Sermone del Fuoco, o Ādittapariyāya Sutta, è un sutra del Buddismo Theravada, incluso nella sezione del Saṃyutta Nikāya del Canone pāli.

## Descrizione
(Buddha Śākyamuni)

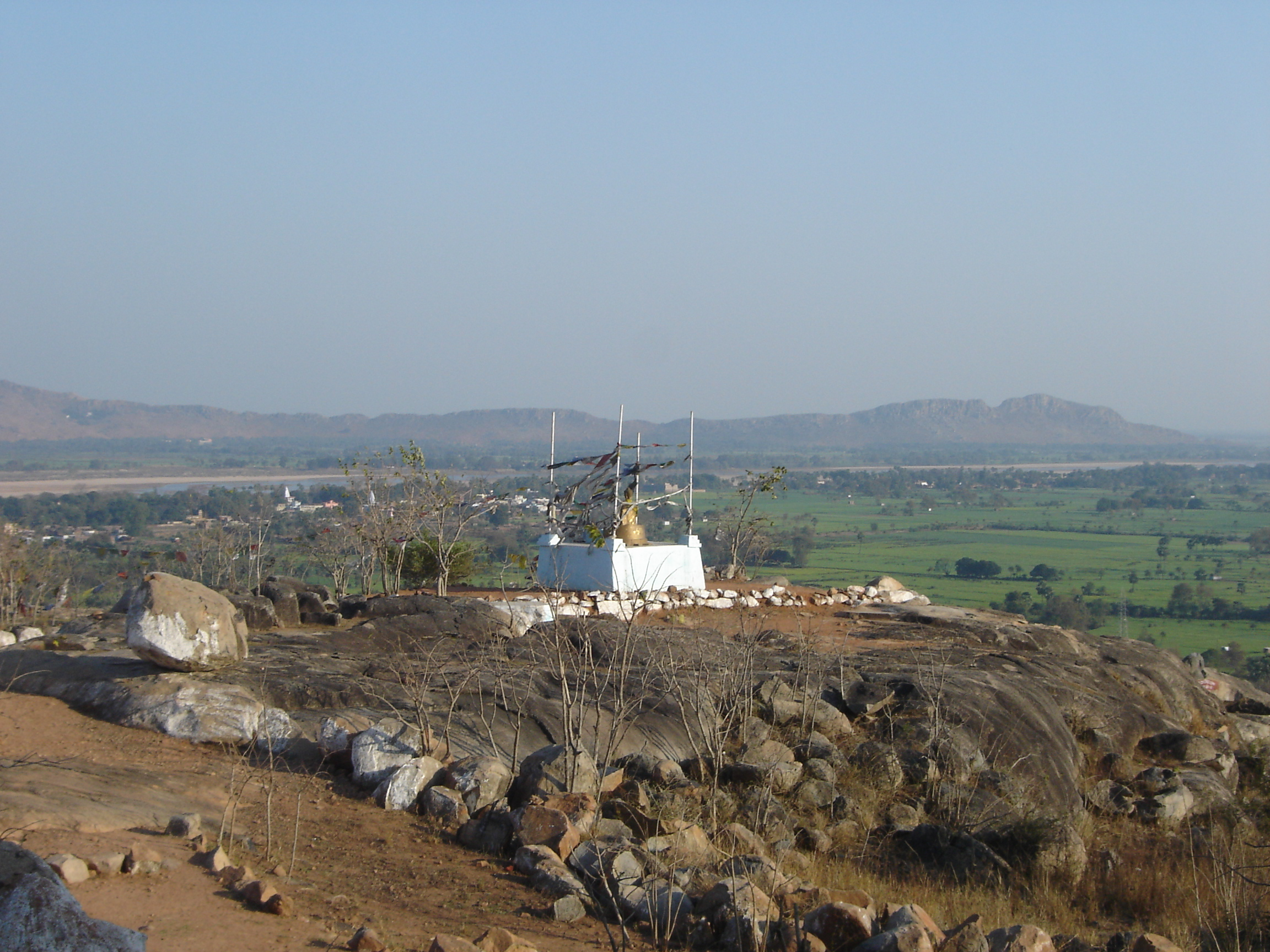
La collina di Gayasisa, luogo in cui il Buddha tenne il Sutra del Fuoco

Alcuni mesi dopo la sua Illuminazione, il Buddha Śākyamuni si trovava sulla collina di Gayasisa quando incontrò mille asceti dediti al culto del fuoco, a cui illustrò i propri insegnamenti usando il fuoco come metafora.
Secondo il Risvegliato, tutti i sensi e i relativi oggetti, coscienza, contatto e qualunque sensazione sorga in dipendenza dal contatto finiscono con il bruciare, siano essi percepiti come piacevoli, spiacevoli o neutri. Sono soggetti all' atto di bruciare mediante il fuoco dell'attaccamento, dell'avversione e della confusione, a causa della nascita, della vecchiaia e della morte, oltre che della pena, del lamento, del disagio, dell'angoscia e dello scoramento.
Il Sangha dei monaci si ispirò a tale insegnamento per meditare e praticare il «non attaccamento»